# 建設運輸局 (琉球政府)
建設運輸局（けんせつうんゆきょく）は、琉球政府の行政事務部局のひとつ。地域のインフラ整備を所管した。
1961年8月1日の機構改革において、工務交通局が改称されたものである。1965年8月1日に建設局と通商産業局に分離された。

## 所掌事務
建設運輸局の所掌事務は以下の通りである（1961年8月1日現在）
- 土木に関すること
- 建築に関すること
- 都市計画に関すること
- 港湾に関すること
- 運輸に関すること
- 公益事業に関すること
- 気象に関すること
- 郵政事業及び電信電話事業に関すること

## 組織
建設運輸局の組織は以下の通りである（1961年8月1日現在）

### 内部部局
- 庶務課
- 土木課
- 建築課
- 公益事業課
- 陸運課
- 海運課

### 外局
- 海難審判委員会
- 郵政庁

### 支分部局
- 建設事務所
- 港務所

### 附属機関
- 気象台